# Исимуд
Исимуд (шум. Isimud, аккад. Usmû) — второстепенный бог шумерской мифологии, министр и посланник морского бога Энки. Обладал двумя лицами, смотрящими в разные стороны.
В повести о райской земле Дильмун Энки поедает восемь растений, выращенных Нинхурсаг, при этом Исимуд выдёргивает эти растения из земли, дав им определённые названия. Исимуд был проводником Инанны, богини-покровительницы Эреха, который накормил её едой со «стола небес» по указу Энки. Вероломным путём, напоив Энки, Инанна похищает божественные законы ме («таблицы судьбы»). Исимуд с монстрами (морскими чудовищами), брошенный в погоню за «небесным челном», пытается вернуть законы, но благодаря помощи Ниншубур Инанна достигает Эреха, передав ме городу под общее ликование жителей.